# Lev Gutman

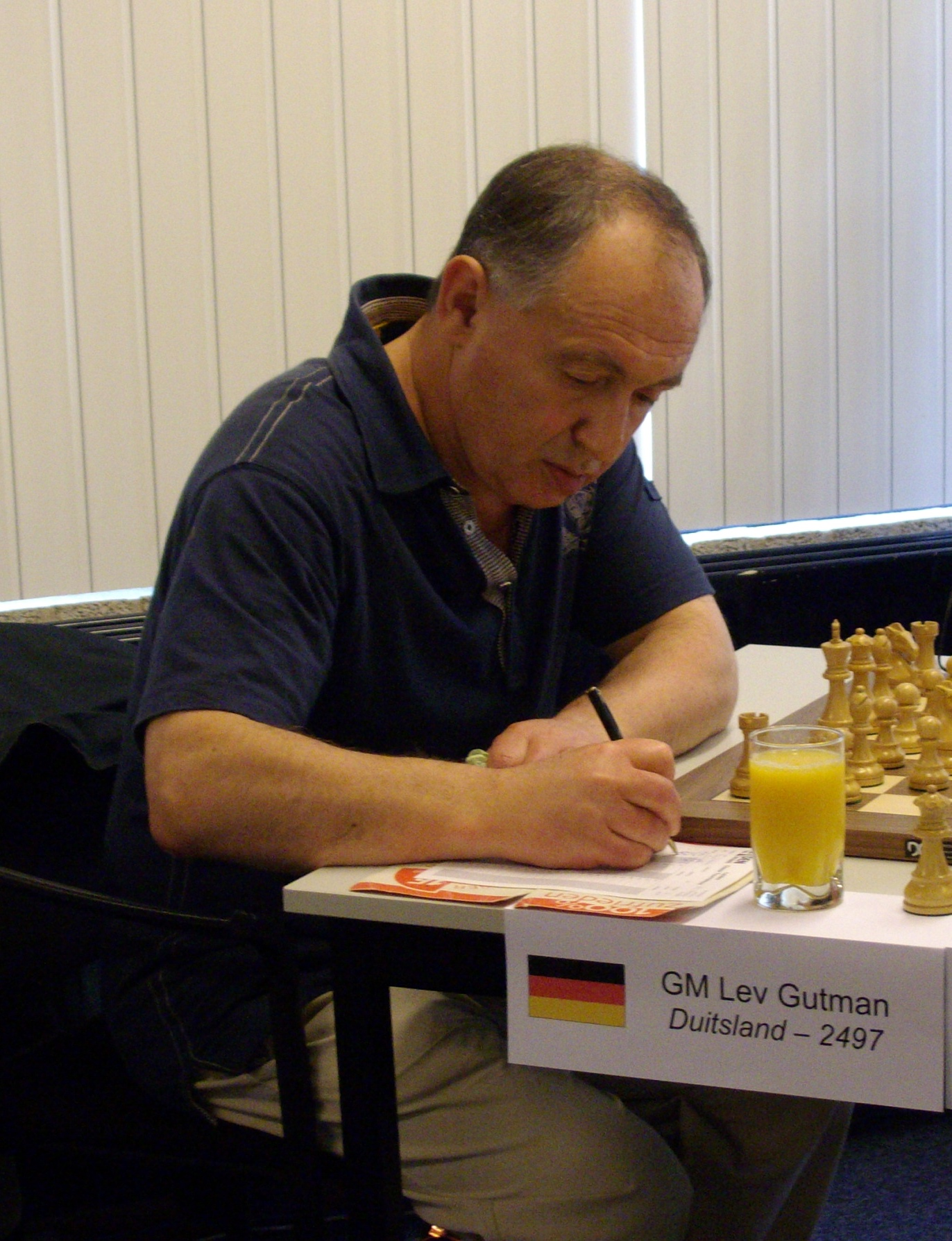
Lev Gutman, Leiden 2008

Lev Gutman (Riga, 26 september 1945) is een Duitse schaker van Joodse komaf, met FIDE-rating 2414 in 2017. Hij is sinds 1986 een grootmeester (GM). Gutman speelde aanvankelijk voor Letland en emigreerde in 1980 van de Sovjet-Unie naar Israël, voor welk land hij vervolgens uitkwam. Tegenwoordig woont hij in Duitsland en komt daarvoor uit. 
Hij was secondant van Viktor Kortsjnoj en geldt als een  expert in openingentheorie. 

## Schaakcarrière
- In 1967, in Riga, werd Gutman gedeeld 11e–12e bij het kampioenschap van Letland. Zijn verdere resultaten bij dit kampioenschap waren: gedeeld 5e–7e in 1969, gedeeld 4e–5e in 1971, kampioen in 1972, gedeeld 7e–8e in 1973,  3e in 1974, 4e in 1975, 2e in 1976, gedeeld 2e–3e in 1977, gedeeld 7e–9e in 1978, gedeeld 4e–5e in 1979.
- In 1974 werd hij gedeeld 6e–7e in Pärnu; in 1975 werd hij gedeeld 6e–8e in Riga; in 1976 werd hij gedeeld 7e–9e in Riga; in 1977 werd hij gedeeld 6e–7e in Homel; in 1978 eindigde hij gedeeld 4e–7e in Wladiwostok; in 1978 won hij in Haapsalu.
- Voor Israël speelde hij in twee Schaakolympiades: 
  - In 1982, aan bord  3 in de 25e Schaakolympiade in Lucerne (+4 –4 =2);
  - In 1984, aan bord  3 in de 26e Schaakolympiade in Thessaloniki (+4 –3 =3).
- In 1984 won Gutman in Grindavik; in 1985 won hij in Beer Sheva; in 1986 won hij in Wuppertal; in 1986 werd hij gedeeld 1e–3e met Kortsjnoj en Nigel Short in Lugano.
- De elfjarige Judit Polar versloeg Gutman in 1987 op het S.W.I.F.T super tournament in Brussel.
- Van 1990 tot 1993 werd hij vier keer op rij Duits kampioen snelschaken.
- In juli 2005 werd in Haarlem het vierde ROC Nova College Schaaktoernooi verspeeld. Er waren meer dan 190 deelnemers en drie schakers eindigden met 5.5 uit 6, t.w. Friso Nijboer, Erwin l'Ami en Edwin van Haastert. Na de tie-break werd Friso eerste. Vijf spelers eindigden met 5 punten, nl Sergej Tiviakov, Vladimir Jepisjin, Lev Gutman, Harmen Jonkman en Irina Slavina.
- Op 1 oktober 2005 speelde hij in Vlaardingen mee in het open NK Rapidschaak en eindigde met 5.5 uit 9 op de elfde plaats.
- Van 2 t/m 8 oktober 2005 werd in Senden het 23e Münsterland open toernooi gehouden. Gutman eindigde met 6.5 uit 9 op de vierde plaats.
- Vanwege de 70ste verjaardag van Gutman werd in september 2015 in Lingen door Schachverein Lingen 1959 een toernooi georganiseerd.[1] Het werd gewonnen door GM Stelios Halkias met 6 pt. uit 9. Gutman zelf eindigde met  3.5 pt. uit 9 op een achtste plaats.[2]

## Schaakverenigingen
Gutman woont in Duitsland; hij speelde voor de schaakclub SC Melle 03 (Nedersaksen), vervolgens voor de SV Lingen. In de Duitse bondscompetitie speelde Gutman in  1983/84 voor  SG Enger/Spenge, van 1984 tot 1988 voor SV 03/25 Koblenz en van 1990 tot 1992 voor de FTG Frankfurt. Hij nam in 1995 met  Hapoel Rischon LeZion deel aan de European Club Cup.
In de Oostenrijkse bondscompetitie speelt  Gutman in 2015/16 voor SV Jacques Lemans St. Veit. Hij speelde ook in de Belgische en in de Franse competitie voor schaakverenigingen.  

## Externe koppelingen
- (en)   Informatie over schaakpartijen van Lev Gutman op ChessGames.com
- (en)   Informatie over schaakpartijen van Lev Gutman op 365chess.com
- (en)  FIDE-ratinggegevens voor Lev Gutman